# Armand Sène
Armand Sène est un footballeur français devenu entraîneur né le 20 décembre 1964 à Lodève.

## Carrière de joueur
Joueur de grande taille (1,87 m pour 77 kg), il a évolué comme avant-centre notamment à l'ASOA Valence, au Gazélec Ajaccio, avant de devenir entraîneur.
Il a connu le Championnat de France de 2e division avec le FC Grenoble lors de la saison 1989-1990, et avec le Gazélec Ajaccio lors des saisons 1991-1992 et 1992-1993.

## Carrière d'entraîneur
- 2000-2002 :  Vergèze (en CFA2)
- 2002-2005 :  Nîmes Olympique (préparateur physique, adjoint)
- 2005-2006 :  La Berrichonne de Châteauroux (adjoint)
- 2006-2007 :  Algérie (préparateur physique)
- 2007-2008 :  Yverdon-Sport FC (adjoint,préparateur physique)
- 2008-2009 :  Zamalek SC (adjoint,préparateur physique)
- 2008-2009 :  Zamalek SC (adjoint,préparateur physique)
- 2009-2010 :  Nîmes Olympique (adjoint)
- 2011- :  USM Alger[1]

## Anecdote
Son fils, Manuel Sène, est également joueur de football.